# Nokia Arena (Tampere)

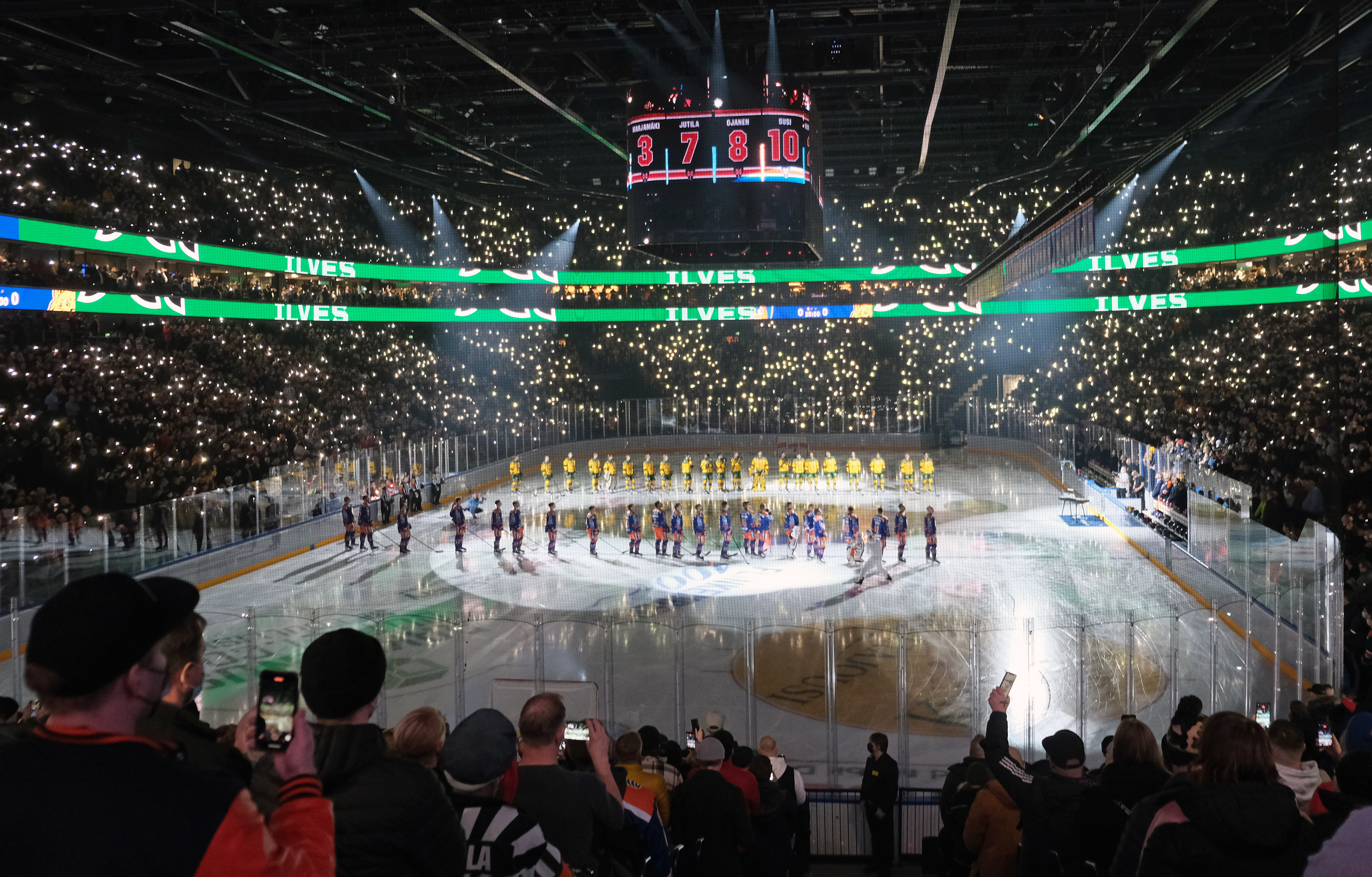
Partido de hockey sobre hielo durante la ceremonia de inauguración del Nokia Arena en 2021.

Nokia Arena, a veces llamada Tampereen Kannen areena (Arena Cubierta de Tampere) por la prensa finlandesa, es una gran arena multifuncional localizada en la ciudad de Tampere, Finlandia. Fue construida para el Campeonato Mundial de Hockey sobre Hielo de 2022. Su construcción fue finalizada el 3 de diciembre de 2021.
Anteriormente, el Uros Group iba a patrocinar un estadio (anteriormente llamado Uros Live), pero debido a las dificultades financieras de la empresa, el Uros Group se retiró y Nokia se convirtió en el nuevo patrocinador.
La capacidad total en juegos de hockey es de 13 455 espectadores. La arena es convertible para conciertos de 15 000 personas. El Casino Tampere también abrirá en conexión con la arena y, según los planes preliminares, el casino empleará a unas 80 personas. Lapland Hotels abrió un hotel de lujo llamado Lapland Hotels Arena junto a la arena el 12 de diciembre de 2021.
La Nokia Arena es casa del equipos de hockey de Tappara e Ilves.